# نسبی‌گرایی فرهنگی
نسبی‌گرایی فرهنگی نظری است که می‌گوید باورها از فرهنگ تأثیر پذیرد و بهترین راه فهمیدن آن‌ها در بستر فرهنگ است. بر اساس این اصل افراد نباید از استانداردهای خود جهت قضاوت رفتار افراد از فرهنگ دیگر استفاده کنند. اعتقادات و رفتار اشخاص را باید بر حسب فرهنگ خود فرد فهمید. نسبی‌گرایی فرهنگی را از نسبی‌گرایی اخلاقی باز باید دانست. نسبی‌گرایی فرهنگی به عنوان یکی نظریه و نیز ابزار در مردم‌شناسی استعمال می‌شود. فرانتس بؤاس، مردم‌شناس آلمانی-آمریکایی و شاگردانش (به خصوص ادوارد ساپیر و بنجامین وورف) مفهوم نسبی‌گرایی فرهنگی را در مردم‌شناسی وارد کردند و در بسط آن کوشیدند. این مفهوم به عنوان واکنشی در برابر تفکرات قوم‌محورانه به کار گرفته شده‌است.

## انتقادات
از جمله نقدهایی که بر نسبی‌گرایی فرهنگی وارد می‌شود این است که اگر قرار باشد ما به فرهنگ‌ها احترام بگذاریم آیا باید نسبت به پاکسازی قومی در بوسنی، زنده‌به‌گور کردن دختران در هند و چین نیز احترام بگذاریم؟ همچنین اصرار بر خالی کردن زبان از هرگونه کلمه اخلاقی عملاً موفقیت حاصل نمی‌کند زیرا بدون زبان اخلاقی، قضاوت‌های اخلاقی وجود نخواهد داشت و این به معنی این است که هیچ راهی برای توجیه جنبش‌های اصلاحی وجود نخواهد داشت. علاوه بر این، برخی از مردم‌شناسان صحبت از «حق خودتصمیم‌گیری فرهنگی» می‌کنند در حالی که موضع آن‌ها از این جهت تناقض‌آمیز است که بسیاری از غیرغربیان مفهوم «حق» را مفهومی غربی می‌دانند. پس چرا آن دسته از مردم‌شناسان مجاز هستند که از این مفهوم استفاده کنند؟ در پاسخ به استدلال یک مردم‌شناس که می‌گوید ظهور این حق به‌دلیل ظلم‌هایی که در دوران استعمار و امپریالیسم فرهنگی رفته و بنابراین حق قابل دفاعی است، روت مکلین می‌گوید شاید این‌گونه باشد ولی آن زنانی که در درون فرهنگ هستند نیز دارای حقوقی می‌باشند و باید از سال‌ها سرکوب شدن زیر سلطه فرهنگ پدرسالار رهایی یابند.
بیتس و پلاگ در کتاب انسان‌شناسی فرهنگی چنین می‌گویند: «از مفهوم نسبی‌گرایی فرهنگی به هیچ وجه نباید اینطور برداشت کرد که هرگونه رفتاری تنها به این دلیل که عده‌ای تمایل به انجام آن دارند پذیرفته و قابل دفاع است. بلکه مفهومِ «نسبیت گرایی فرهنگی» تنها وسیله‌ای است برای فهمِ این قضیه که چرا یک رفتار رخ می‌دهد و اهمیتِ آن برای جامعهٔ موردِ بحث چیست.»